# Сергий (Воскресенский)
Митрополи́т Се́ргий (в миру Дми́трий Никола́евич Воскресе́нский; 26 октября 1897, Москва — 29 апреля 1944, близ Круониса) — епископ Русской православной церкви, митрополит Виленский и Литовский, с 24 февраля 1941 года Патриарший экзарх Прибалтики.

## Биография
Окончил Московское Заиконоспасское духовное училище (1913).
С 1918 по 1922 год служил на гражданской службе.
В 1922 году поступил в Московский Данилов монастырь. Был послушником настоятеля монастыря епископа Феодора (Поздеевского), бывшего ректора Московской духовной академии.
В 1923 году арестован за «антисоветскую агитацию и пропаганду»; после 4-х месячного заключения освобождён «за недоказанностью обвинения».
В 1925 году пострижен в монашество с именем Сергий, возведён в сан иеродиакона, а затем и в сан иеромонаха.
После закрытия Данилова монастыря в 1930 году — настоятель собора в Орехово-Зуеве. В декабре 1930 года арестован по обвинению в религиозной пропаганде, направленной к отвлечению рабочих масс от прямых занятий. В начале 1931 года освобожден с предложением в 24 часа покинуть г. Орехово.
С 1931 года исполнял обязанности по поручению заместителя Патриаршего Местоблюстителя по Московской Патриархии, в частности, вёл работу «по юридическим вопросам церковной жизни».
Редактор «Журнала Московской Патриархии» с № 4 (1931) до прекращения издания в 1935 году.
В 1932—1934 годы — настоятель Воскресенского храма в Сокольниках. После его передачи обновленцам назначен настоятелем церкви Преображения на Преображенской площади, почётным настоятелем которой оставался до сентября 1942 года.

### Викарный епископ
29 октября 1933 года в храме Воскресения в Сокольниках хиротонисан во епископа Коломенского, викария Московской епархии. Чин хиротонии совершали: митрополит Нижегородский Сергий (Страгородский), митрополит Серафим (Чичагов), архиепископ Дмитровский Питирим (Крылов), епископ Орехово-Зуевский Иоанн (Соколов), епископ Волоколамский Иоанн (Широков) и епископ Каширский Иннокентий (Клодецкий).
С 10 мая 1934 года — епископ Бронницкий, викарий Московской епархии.
По некоторым данным в 1935 году был арестован, но затем освобождён благодаря ходатайству матери.
С середины 1936 года — епископ Дмитровский, викарий Московской епархии.
По свидетельству протоиерея Стефана Ляшевского, Патриарший Местоблюститель митрополит Сергий не доверял епископу Дмитровскому Сергию (Воскресенскому): «Блаженнейший был откровенен только с близкими ему людьми и даже будущему Экзарху Сергию не мог всего доверять, и боялся его в последние годы». Анатолий Свенцицкий вспоминал, что «о владыке Сергии [Воскресенском] ходили дурные слухи», а московское духовенство отзывалось о нём, как о провокаторе
8 октября 1937 года после ареста протоиерея Александра Лебедева назначен управляющим делами Московской Патриархии с возведением в сан архиепископа.
К 1939 году остался в числе четырёх епископов Московского Патриархата на территории СССР, имеющих регистрацию в качестве «служителя культа». Ещё около 10 епископов пребывали на покое или находились в ссылках. Прочие были расстреляны либо пребывали вне СССР.
В 1940 году обеспечил воссоединение с Московской Патриархией епископов территорий, вошедших в состав СССР по Договору о дружбе и границе между СССР и Германией: сперва Польши, затем командирован с той же целью в республики «советской Прибалтики» (Латвию и Эстонию). Отпевал скончавшегося 31 декабря 1940 года в Вильнюсе митрополита Виленского и Литовского Елевферия (Богоявленского).
Предоставленная архиепископу Сергию для служения в Москве церковь Преображения на Преображенской площади «полностью покрыла все расходы по командировке Преосвященного в Прибалтику».

### Служение в Прибалтике
24 февраля 1941 года назначен митрополитом Виленским и Литовским, экзархом Латвии и Эстонии. При занятии германской армией Прибалтики остался с паствой, не бежав из Риги, где находился в конце июня 1941 года, перед его оккупацией. По словам протоиерея Георгия Митрофанова, «Прибывшего в марте 1941 года в Прибалтику митрополита Сергия Воскресенского, <…> представители местного духовенства поначалу воспринимали просто как большевистского агента. И ему потребовались очень большие усилия уже в период оккупации, занимая последовательную антикоммунистическую позицию, чтобы получить доверие этого духовенства, как и германских оккупационных властей».

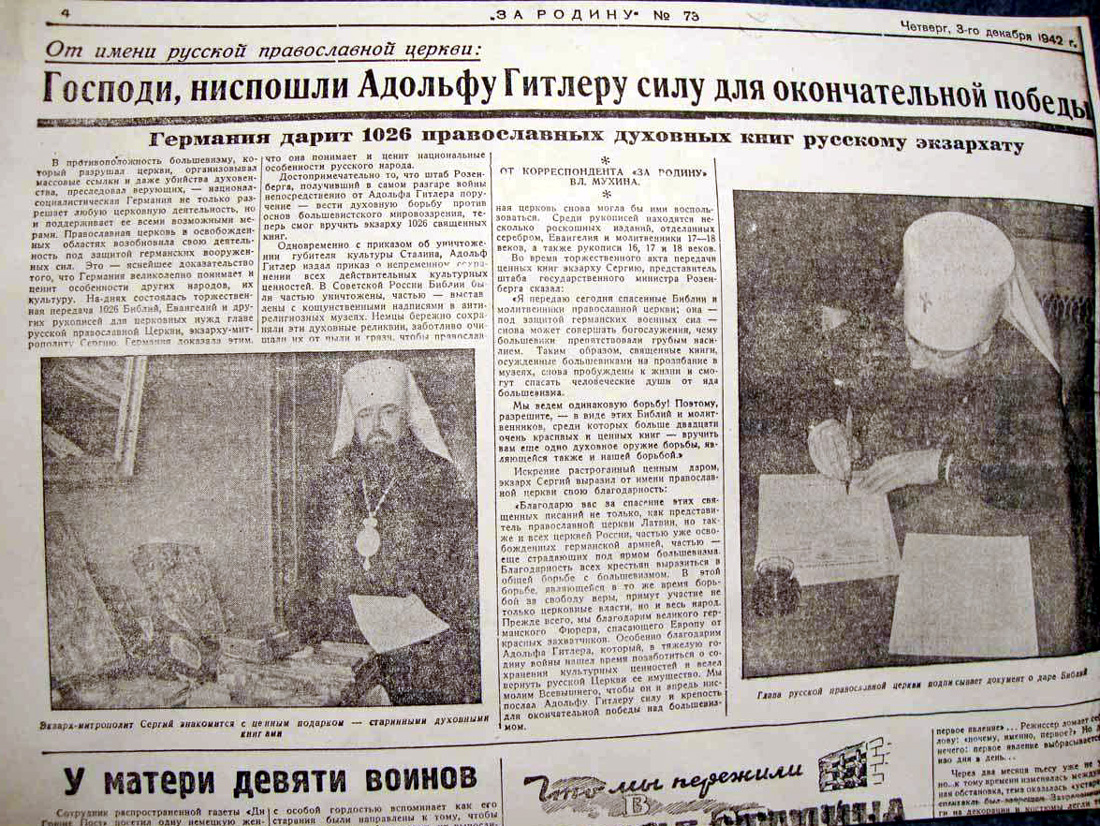
Фотографии Митрополита Сергия в немецкой газете «За родину»

Оказавшись на территории Рейхскомиссариата Остланд, укрепил структуру Московского Патриархата в Прибалтике: хиротонисал двух энергичных епископов (Даниил (Юзвьюк) и Иоанн (Гарклавс)), открыл в г. Вильно Богословско-пастырские курсы. Прекрасно зная положение религии и верующих в СССР, незамедлительно принял «под своё архипастырское покровительство» районы, оккупированные группой армий «Север». В августе 1941 организовал и направил во Псков православную миссию — группу священников, которые возглавили возрождение религиозной жизни на этих территориях. (Советские репрессии привели к тому, что в Псковской и Новгородской епархиях практически все духовенство было уничтожено).
Сумел сохранить своё влияние, несмотря на попытки национальных элит прибалтийских стран добиться назначения более националистически настроенных иерархов, и распространить его практически на все территории рейхскомиссариата Остланд; по данным историка Ольги Васильевой, «Разговор между Розенбергом и владыкой Сергием (Воскресенским) был очень чёткий. Немцы поддержали именно его, а не Августина Петерсона, который после немецкой оккупации Латвии требовал изгнания митрополита Сергия как „красного“ митрополита». Тем не менее в феврале 1942 года он был переведен из Риги в Вильнюс, откуда ему было труднее поддерживать связь с Псковской духовной миссией. Сергий подозревался немцами в растрате средств духовной миссии; согласно отчету эйнзатцгруппы, половина всех пожертвований прихожан миссии доставалась экзарху.
Сохранял номинальное каноническое подчинение Московскому патриархату (во главе с Патриаршим местоблюстителем митрополитом Сергием (Страгородским), с сентября 1943 года Патриархом), несмотря на неудовольствие немецких властей. 23 июля 1942 года созвал архиерейское совещание экзархата в Риге, которое направило приветственную телеграмму Гитлеру, обнародовало заявление с отмежеванием от позиции, занятой патриархией, и приняло решение в обычных богослужениях прекратить возношение имени патриаршего местоблюстителя Сергия (Страгородского), то есть на приходах имя Патриаршего Местоблюстителя не поминалось, поминовение его происходило лишь на архиерейских службах — подобная практика действовала в Русской церкви до Патриарха Тихона (тогда поминался Святейший Синод). После избрания Сергия (Страгородского) патриархом в 1943 году публично выступил против формального опротестования его назначения, ссылаясь на то, что в таком случае он сам и его епископы будут выглядеть как немецкие марионетки, и предложил вместо этого делать в пропаганде упор на то, что и советская власть вынуждена искать опоры в церкви, что означает идейное банкротство большевизма, а также «разыгрывать карту Патриарха Московского против Сталина».
Выступления экзарха-митрополита Сергия представляли опасность для советской пропаганды, и Определением от 22 сентября 1942 года Патриарший Местоблюститель «теперь же» потребовал у митрополита, находившегося за линией фронта, объяснения о своих действиях, «отлагая решение по сему делу до выяснения всех подробностей».
В конце ноября 1942 года экзарх организовал в городе Дно собрание православного духовенства возрождённых приходов Ленинградской области, которое также осудило просоветскую позицию патриархии.
Пасхальные богослужения 1943 года экзарх совершал в Пскове, где архиерейских служб не было с конца 1930-х годов. В августе того же года он ездил служить в Псково-Печерский монастырь. Там он провёл ещё одно совещание архиереев экзархата, в котором участвовал и схиепископ Макарий (Васильев), бывший в 1930-х годах «катакомбным епископом» в СССР.
В апреле 1943 года, реагируя на приказ немецких оккупационных властей обеспечить под страхом отправки в концлагерь членов литовских органов самоуправления составление списков мужчин призывного возраста для формирования подразделения СС, Сергий направил епископам письмо, в котором призывал выполнить требования властей и разъяснить населению возможные последствия неповиновения, настаивая при этом, что данная деятельность должна проводиться ими как лидерами общин, а не как церковными сановниками.
Согласно послевоенному анонимному свидетельству одного из сподвижников Сергия, эмигрировавшего в США, экзарх ненавидел немцев, никогда не упоминал их в проповедях (которые часто имели политический подтекст) и был убеждённым русским патриотом.
К концу 1943 года митрополит Сергий потерял поддержку оккупационных властей из-за своей достаточно независимой политики. В октябре 1943 года составил завещание с назначением трёх кандидатов в заместители по управлению Прибалтийским Экзархатом и с указанием при первой возможности «представить на усмотрение Патриархии доклад о делах и всей жизни Экзархата».

### Убийство
Убит 29 апреля 1944 года по дороге из Вильнюса в Каунас. Согласно большинству известных источников, убийство совершено нацистами; такая версия утвердилась в советской, западноевропейской и современной российской историографии. Версия об убийстве экзарха партизанами не имеет каких-либо документальных подтверждений и основывается исключительно на единственном свидетельстве рижского священника Николая Трубецкого со ссылкой на рассказ встреченного им в заключении бывшего партизана. Существует точка зрения, что митрополит Сергий был убит дружинниками бывшего латвийского президента Карлиса Ульманиса.
Отпевание Экзарха Сергия состоялось 4 мая в кафедральном Рижском Христорождественском соборе. Похоронен на Покровском кладбище Риги, по левую сторону от Покровской церкви.

## Память
Образ митрополита Сергия, как инициатора миссии на оккупированных территориях Псковской области и Прибалтики, был запечатлён в художественном фильме «Поп» (2009 год). Роль митрополита Сергия исполнил актёр Юрий Цурило.